# Joseph Parker
Joseph Dennis Parker (ur. 9 stycznia 1992 w Auckland) – nowozelandzki bokser kategorii ciężkiej. Były zawodowy mistrz świata organizacji WBO.

## Wczesne lata
Zaczął boksować w wieku 11 lat. Uczęszczał do szkoły w Marcellin College w Auckland. Jego starszy brat John uprawiał boks amatorsko. Ojciec Dempsey otrzymał swoje imię na cześć mistrza wagi ciężkiej Jacka Dempseya.

## Kariera sportowa
Wziął udział w Commonwealth Games 2010 w kategorii super ciężkiej. Wygrał swoją pierwszą walkę w stosunku 14:7 nad Kanadyjczykiem Didier Bence, przegrywają drugą w ćwierćfinale z Tarikiem Abdulem Haqqem.
Zawodową karierę rozpoczął 5 lipca 2012 od wygranej przez techniczny nokaut w pierwszej rundzie, sześciorundowej walki w Auckland z rodakiem Deanym Garmonsway′em (2-1-0). 13 czerwca 2013 pokonał przez techniczny nokaut w drugiej rundzie ośmiorundowym pojedynku  Południowoafrykańczyka Francois Bothą (48-9-3). 5 lipca 2014 w Manukau pokonał przed czasem w siódmej rundzie w 10-rundowym pojedynku Amerykanina Briana Minto (39-7-0). 16 października w Auckland wygrał jednogłośnie na punkty 100:90, 100:90 i 97:94 w dziesięciorundowym pojedynku z reprezentantem Bahamów Shermanem Williamsem (36-13-2). 6 grudnia w Hamilton znokautował w czwartej rundzie Brazylijczyka Irineu Beato Coste Juniora (15-1-0). 5 marca 2015 zwyciężył na gali w Manukau z Amerykaninem Jasonem Pettawayem (17-2, 10 KO).
21 maja 2016 w Manukau pokonał Kameruńczyka Carlosa Takama (33-3-1, 25 KO), jednogłośną decyzją sędziów w eliminatorze organizacji IBF 116:112, 116:112 i 115-113. 1 października w Vodafone Events Centre w Manukau City obowiązkowy pretendent do tytułu mistrza świata IBF wagi ciężkiej Nowozelandczyk zwyciężył przez nokaut w trzeciej rundzie Rosjanina Aleksandra Dimitrenkę (38-3, 24 KO). 10 grudnia w Aukcland w walce o mistrzostwo świata wagi ciężkiej WBO pokonał Andy Ruiza Juniora i został nowym mistrzem świata. Pas WBO został wcześniej odebrany dla Tysona Furego. 6 maja 2017 przystąpił do pierwszej obrony tytułu mistrza świata federacji WBO, mając za rywala Rumuna Razvana Cojanu (16-2, 9 KO). Parker jednogłośnie wygrał ten pojedynek na punkty (117-110, 117-110, 119-108), po niezbyt emocjonującym boju. 23 września w Manchesterze po raz drugi skutecznie obronił mistrzowski pas federacji WBO, wygrywając na punkty z Hughie Furym (20-0, 10 KO).
Do 2017 trenował wspólnie z Izuagbe Ugonohem pod okiem trenera Kevina Barry’ego. 31 marca 2018 na Principality Stadium w Cardiff, przegrał jednogłośnie na punkty 110:118, 110:118 i 109:119 z Brytyjczykiem, tracąc tytuł mistrza świata organizacji WBO. 28 lipca w londyńskiej O2 Arena przegrał jednogłośnie na punkty (112:113, 110:115 i 111:114) z Dillianem Whyte’em (24-1, 17 KO). 29 lutego 2020 w Frisco pokonał przez techniczny nokaut w piątej rundzie Shawndella Wintersa (13-3, 12 KO).
24 września 2022 roku w hali Manchester Arena przegrał przez nokaut w jedenastej rundzie walkę o pas tymczasowego mistrza świata WBO z Joe Joycem (15-0, 14 KO).
23 grudnia 2023 roku w Rijadzie zmierzył się z byłym mistrzem świata federacji WBC wagi ciężkiej, Deontayem Wilderem (43-3-1, 42 KO). Zwyciężył jednogłośną decyzją sędziów (120-108, 118-110, 118-111), dzięki czemu sięgnął po pasy WBC International i WBO Inter-Continental.

### Poza ringiem
Mieszka w Mangere. Należy do Kościoła Jezusa Chrystusa Świętych w Dniach Ostatnich.

## Lista walk zawodowych
| Legenda |
| SD – decyzja niejednogłośna \| D – remis \| TKO – techniczny nokaut \| MD – decyzja większości sędziów \| DQ – dyskwalifikacja \| NC – walka nieodbyta \| RTD – poddanie przez narożnik \| KO – nokaut |

| Wynik      | Rekord | Przeciwnik                       | Rozstrzygnięcie | Runda        | Data                 | Miejsce                                 | Uwagi                                                           |
| ---------- | ------ | -------------------------------- | --------------- | ------------ | -------------------- | --------------------------------------- | --------------------------------------------------------------- |
| Zwycięstwo | 36-3   | Martin Bakole (21-1, 16 KO)      | TKO             | 2 (12)       | 22 lutego 2025       | The Venue Riyadh Season, Rijad          | Walka o pas WBO Interim w wadze ciężkiej                        |
| Zwycięstwo | 35-3   | Zhang Zhilei (26-1-1, 21 KO)     | MD              | 12           | 8 marca 2024         | Kingdom Arena, Rijad                    | Walka o pas WBO Interim w wadze ciężkiej                        |
| Zwycięstwo | 34-3   | Deontay Wilder (43-2-1)          | UD              | 12           | 23 grudnia 2023      | Kingdom Arena, Rijad                    |                                                                 |
| Zwycięstwo | 33-3   | Simon Kean (23-1)                | KO              | 3 (10)       | 28 października 2023 | Boulevard Hall, Rijad                   |                                                                 |
| Zwycięstwo | 32-3   | Faiga Opelu (15-3-2)             | TKO             | 1 (10)       | 24 maja 2023         | Margaret Court Arena, Melbourne         |                                                                 |
| Zwycięstwo | 31-3   | Jack Massey (20-1)               | UD              | 10           | 21 stycznia 2023     | Manchester Arena, Manchester            |                                                                 |
| Porażka    | 30-3   | Joe Joyce (14-0)                 | KO              | 11 (12)      | 24 września 2022     | Manchester Arena, Manchester            | Walka o pas tymczasowego mistrza świata WBO                     |
| Zwycięstwo | 30-2   | Dereck Chisora (32-11)           | UD              | 12           | 18 grudnia 2021      | Manchester Arena, Manchester            |                                                                 |
| Zwycięstwo | 29-2   | Dereck Chisora (32-10)           | SD              | 12           | 1 maja 2021          | Manchester Arena, Manchester            | Zdobył wakujący tytuł WBO Inter-Continental wagi ciężkiej.      |
| Zwycięstwo | 28-2   | Junior Fa (19-0)                 | UD              | 12           | 27 lutego 2021       | Spark Arena, Auckland                   |                                                                 |
| Zwycięstwo | 27-2   | Shawndell Winters (13-2)         | TKO             | 5 (10) 2:40  | 29 lutego 2020       | Ford Center at The Star, Frisco, Teksas |                                                                 |
| Zwycięstwo | 26-2   | Alex Leapai (32-7-4)             | TKO             | 10 (12) 0:40 | 29 czerwca 2019      | Dunkin' Donuts Center, Providence       |                                                                 |
| Zwycięstwo | 25-2   | Alexander Flores (17-1-1)        | KO              | 3 (12) 2:51  | 15 grudnia 2018      | Horncastle Arena, Christchurch          |                                                                 |
| Porażka    | 24-2   | Dillian Whyte (23-1)             | UD              | 12           | 28 lipca 2018        | O2 Arena, Londyn                        | Walka o tytuły WBC Silver i WBO International w wadze ciężkiej. |
| Porażka    | 24-1   | Anthony Joshua (20-0)            | UD              | 12           | 31 marca 2018        | Principality Stadium, Cardiff           | Walka o mistrzowskie pasy federacji IBF, WBA, WBO oraz IBO.     |
| Zwycięstwo | 24-0   | Hughie Fury (20-0)               | UD              | 12           | 23 września 2017     | Manchester Arena, Manchester            | Obrona mistrzostwo świata WBO wagi ciężkiej.                    |
| Zwycięstwo | 23-0   | Razvan Cojanu (16-2)             | UD              | 12           | 6 maja 2017          | Vodafone Events Centre, Manukau         | Obrona mistrzostwo świata WBO wagi ciężkiej.                    |
| Zwycięstwo | 22-0   | Andy Ruiz (29-0)                 | SD              | 12           | 10 grudnia 2016      | Spark Arena, Auckland                   | Walka o mistrzostwo świata WBO wagi ciężkiej.                   |
| Zwycięstwo | 21-0   | Alexander Dimitrenko             |                 |              |                      |                                         |                                                                 |
| Zwycięstwo | 20-0   | Solomon Haumono                  |                 |              |                      |                                         |                                                                 |
| Zwycięstwo | 19-0   | Carlos Takam (34-2-1)            | UD              | 12           | 21 marca 2016        | Vodafone Events Centre, Manukau         | Eliminator IBF wagi ciężkiej.                                   |
| Zwycięstwo | 18-0   | Jason Bergman                    |                 |              |                      |                                         |                                                                 |
| Zwycięstwo | 17-0   | Daniel Martz                     |                 |              |                      |                                         |                                                                 |
| Zwycięstwo | 16-0   | Kali Meehan                      |                 |              |                      |                                         |                                                                 |
| Zwycięstwo | 15-0   | Bowie Tupou                      |                 |              |                      |                                         |                                                                 |
| Zwycięstwo | 14-0   | Yakup Saglam                     |                 |              |                      |                                         |                                                                 |
| Zwycięstwo | 13-0   | Jason Pettaway (17-1)            | KO              | 4 (12) 0:48  | 5 marca 2015         | Vodafone Events Centre, Manukau         |                                                                 |
| Zwycięstwo | 12-0   | Irineu Beato Costa Junior (15-1) | KO              | 4 (12) 0:31  | 6 grudnia 2014       | Claudelands Arena, Hamilton             | Obrona tytułów WBO Oriental i PABA wagi ciężkiej.               |
| Zwycięstwo | 11-0   | Sherman Williams (36-13-2)       | UD              | 10           | 16 października 2014 | The Trusts Stadium, Auckland            | Obrona tytułów WBO Oriental i PABA wagi ciężkiej.               |
| Zwycięstwo | 10-0   | Keith Thompson (7-2)             | TKO             | 3 (6) 2:41   | 9 sierpnia 2014      | Sands Bethlehem, Bethlehem, Pensylwania |                                                                 |
| Zwycięstwo | 9-0    | Brian Minto (39-7)               | RTD             | 7 (10) 3:00  | 5 lipca 2014         | Vodafone Events Centre, Manukau         | Tytuły WBO Oriental i PABA wagi ciężkiej.                       |
| Zwycięstwo | 8-0    | Marcelo Luiz Nascimento (17-5)   | TKO             | 7 (10) 2:21  | 26 kwietnia 2014     | Koenig Pilsener Arena, Oberhausen       | Zdobył tymczasowy tytuł PABA wagi ciężkiej.                     |
| Zwycięstwo | 7-0    | Afa Tatupu (9-4-0)               | TKO             | 2 (10)       | 27 października 2013 | The Trusts Stadium, Auckland            | Zdobył tytuł NZNBF wagi ciężkiej.                               |
| Zwycięstwo | 6-0    | Francois Botha (48-9-3)          | TKO             | 2 (8) 2:32   | 13 czerwca 2013      | The Trusts Stadium, Auckland            |                                                                 |
| Zwycięstwo | 5-0    | Brice Ritani-Coe (3-1-1)         | UD              | 6            | 16 maja 2013         | Hyatt Regency Hotel, Irvine, Kalifornia |                                                                 |
| Zwycięstwo | 4-0    | Dontay Pati (0-1-0)              | TKO             | 1 (6) 1:32   | 28 lutego 2013       | Hornby Working Men’s Club, Christchurch |                                                                 |
| Zwycięstwo | 3-0    | Richard Tutaki (20-21-1)         | TKO             | 3 (6) 0:59   | 15 grudnia 2012      | The Trusts Stadium, Auckland            |                                                                 |
| Zwycięstwo | 2-0    | Terry Tuteru (0-9-1)             | KO              | 2 (4) 1:49   | 9 listopada 2012     | The Trusts Stadium, Auckland            |                                                                 |
| Zwycięstwo | 1-0    | Dean Garmonsway (2-1-0)          | TKO             | 1 (6) 1:49   | 5 lipca 2012         | Sky City Convention Centre, Auckland    | debiut zawodowy                                                 |